# Деревій карпатський
Деревій карпатський (Achillea carpatica) — вид рослин із родини айстрових (Asteraceae).

## Біоморфологічна характеристика
Багаторічна рослина 10—50 см заввишки. Сегменти листків 1–4 см завдовжки, з кінцевими ланцетними частками 0.2–1 мм ушир. Обгортки кошиків яйцюваті, 3–4 мм шириною, з блідо-жовтих листочків з темно-бурою облямівкою. Язички крайових квіток білі чи рожеві до пурпурових. Період цвітіння: липень — серпень.

## Середовище проживання
Вид зростає в Україні й Словаччині.
В Україні вид росте на високогірних луках — у Карпатах, рідко (Івано-Франківська та Закарпатська області).